# Hishimonoides sellatiformis
Hishimonoides sellatiformis är en insektsart som beskrevs av Hajime Ishihara 1965. Hishimonoides sellatiformis ingår i släktet Hishimonoides och familjen dvärgstritar. Inga underarter finns listade i Catalogue of Life.